# 本間隆太
本間隆太（日语：／ Homma Ryūta，1991年10月17日—），神奈川縣相模原市出身，日本男子排球运动员，场上位置是自由球員，畢業于早稻田大学。小学时受家人的影响开始练习排球。2019年至2024年擔任捷太格特Stings隊長，2023-24賽季結束後引退。目前於早稻田大學排球隊擔任教練。